# Драмаљ
Драмаљ је насељено место у саставу града Цриквенице у Приморско-горанској жупанији, Република Хрватска.

## Историја
До територијалне реорганизације у Хрватској налазио се у саставу старе општине Цриквеница.

## Становништво
На попису становништва 2011. године, Драмаљ је имао 1.485 становника.

## Попис 1991.
На попису становништва 1991. године, насељено место Драмаљ је имало 1.230 становника, следећег националног састава:
| Попис 1991.‍   | Попис 1991.‍  | Попис 1991.‍ | Попис 1991.‍ | Попис 1991.‍ |
| ------------- | ------------ | ----------- | ----------- | ----------- |
|               |              |             |             |             |
| Хрвати        | Хрвати       |             | 1.037       | 84,30%      |
| Срби          | Срби         |             | 44          | 3,57%       |
| Југословени   | Југословени  |             | 40          | 3,25%       |
| Муслимани     | Муслимани    |             | 16          | 1,30%       |
| Словенци      | Словенци     |             | 9           | 0,73%       |
| Мађари        | Мађари       |             | 6           | 0,48%       |
| Бугари        | Бугари       |             | 4           | 0,32%       |
| Немци         | Немци        |             | 4           | 0,32%       |
| Албанци       | Албанци      |             | 2           | 0,16%       |
| Италијани     | Италијани    |             | 1           | 0,08%       |
| Словаци       | Словаци      |             | 1           | 0,08%       |
| Чеси          | Чеси         |             | 1           | 0,08%       |
| неопредељени  | неопредељени |             | 45          | 3,65%       |
| регион. опр.  | регион. опр. |             | 1           | 0,08%       |
| непознато     | непознато    |             | 19          | 1,54%       |
| укупно: 1.230 |              |             |             |             |